# Lorenz Wetter

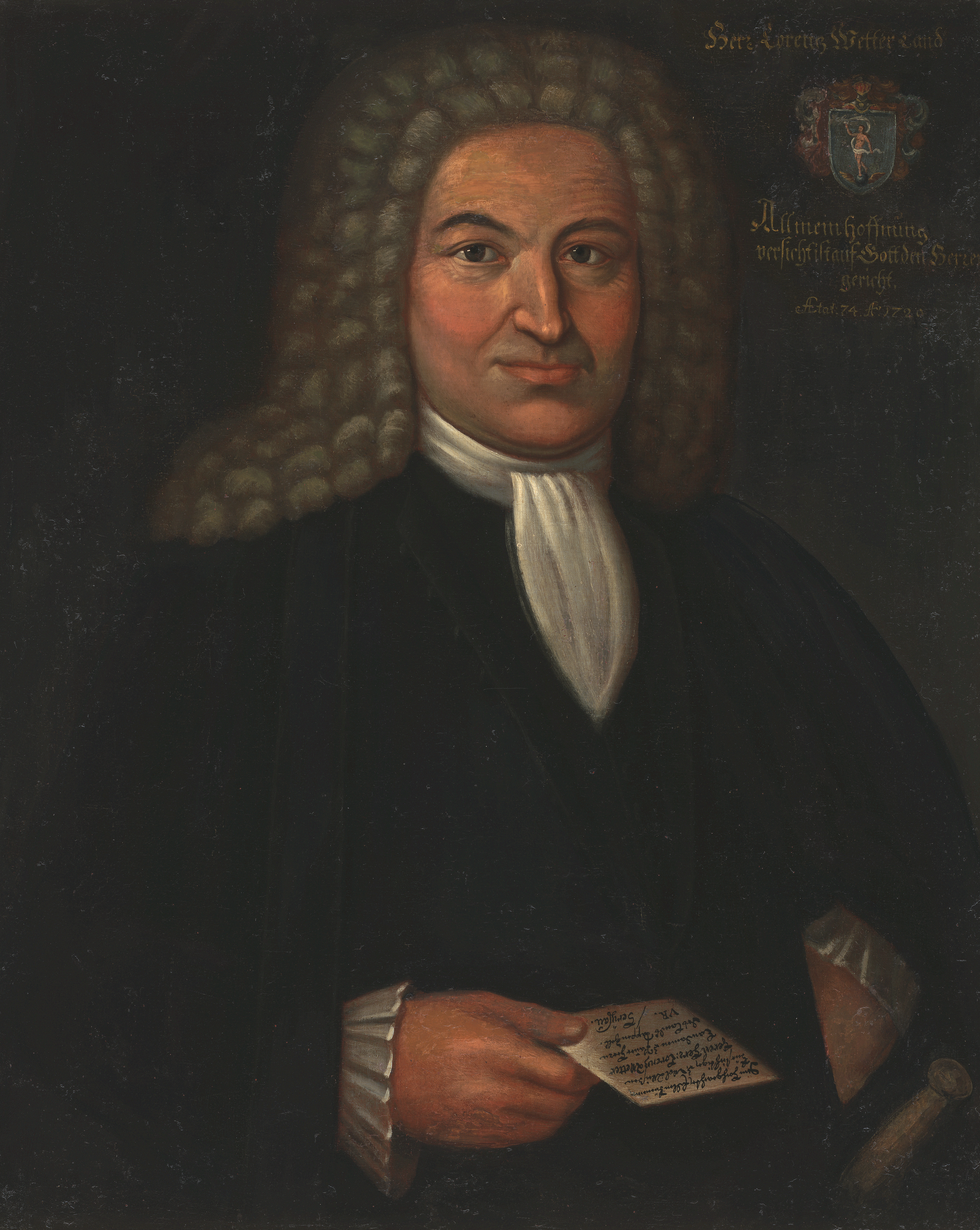
Lorenz Wetter, 19. Landammann von Appenzell Ausserrhoden 1729–1733

Lorenz Wetter (* 9. Februar 1654 in Gais; † 24. Februar 1734 in Herisau; heimatberechtigt in Gais und ab 1701 in Herisau) war ein Schweizer Kaufmann, langjähriges Mitglied des Kleinen Rats sowie Landammann und Tagsatzungsgesandter aus dem Kanton Appenzell Ausserrhoden.

## Leben
Lorenz Wetter war ein Sohn von Ulrich Wetter, Bauer und Söldner, und Gertrud Kern. Im Jahr 1690 heiratete er Barbara Ziegler, Tochter von Adrian Ziegler, Arzt in Gais sowie Schwager von Johannes Grob.
Sein Gönner und späterer Schwiegervater ermöglichte Wetter eine gute kaufmännische Ausbildung in St. Gallen und von 1670 bis 1675 in Lyon. Dort begann sich Wetter mit eigenen Handelsgeschäften zu befassen. Ab 1675 bis 1690 arbeitete er als Kaufmann bei der Handelsfirma Thormann in Bern, wo er sich ein beträchtliches Vermögen erwarb. 1690 übersiedelte Wetter nach Herisau und liess sich von Amtsschreiber Anton Schiess in die Leinwandfabrikation einführen. Er betätigte sich mit diesem und Jeremias Meyer, seinen Schwägern, im Textilhandel. 1699 liess er sein Handelszeichen im Markenbuch der Kaufleute von Lyon eintragen und leistete fortan regelmässig Beiträge an die Subventionskasse der Schweizer Kaufleute in Lyon. Neben dem Leinwandexport betrieb Wetter Handel mit Pulver, Salpeter, Gewürzen, Wolle und Pferden sowie mit Gütern und Grundpfandtiteln und tätigte Geld- und Wechselgeschäfte. Seine Firma wurde bald zu einem der führenden Handelshäuser Ausserrhodens. Er war zudem Besitzer einer Mühle an der Glatt in Herisau.
Als Aufsteiger musste sich Wetter seine Stellung gegen die Familie Zellweger und Tanner erkämpfen, die Ausserrhodens Wirtschaft und Politik dominierten. Er wurde zum Führer der demokratischen Opposition und prägte jahrelang die politische Landschaft. Die Wirren des Landhandels von 1732 bis 1734, in denen Wetter zusammen mit Geschäftspartner Meyer führender Kopf der Partei der Harten war, wurden zu seinem persönlichen Triumph. Von 1718 bis 1727 war er Landesseckelmeister, ab 1727 bis 1729 Landesstatthalter und von 1729 bis 1733 Landammann und Tagsatzungsgesandter.